# 슈타이어 AUG
슈타이어 군용 다목적 소총(Steyr Armee Universal Gewehr; AUG 슈타이어 아르미 우니베르잘 게베어; 육군 범용 소총 아우게[*])은 오스트리아의 슈타이어(Steyr Mannlicher)사가 1977년에 처음 내놓은 화기 시리즈이다. 일반적으로는 5.56mm NATO 탄을 사용하며 눈에 띄는 녹색 몸통과 통합된 스코프를 갖는 초기형(AUG A1) 불펍식 돌격소총을 말하는 경우가 많다. 스와로브스키제 1.5배율 고정식스코프를 사용한다. AUG에는 기관단총, 지정 사수용 소총(designated marksman rifle), 경기관총 형 등 다양한 변형들이 있다. AUG 돌격소총은 오스트리아, 오스트레일리아, 뉴질랜드, 룩셈부르크, 아일랜드의 제식 소총으로 채택되었다.
슈타이어 AUG는 상업적으로 가장 성공한 불펍식 돌격소총이다.

## 사용국
AUG를 사용하는 병사들의 평가는 좋은 편이다. AUG는  SAS 및 다른 대테러 관련 기관들에 의해 사용되며, 미국 세관에서도 사용했었다. (현재 M4카빈으로 교체됨)
오스트리아 군은 1977년에 StG-77 (Sturmgewehr 77, 돌격소총 77)이라는 제식명으로 AUG를 제식 채용했다. AUG와 AUG HB (HBAR)는 룩셈부르크 군에 의해 사용 중이다. 필리핀에서는 정예 특수부대(Scout Rangers)가 AUG를 주력 소총으로 사용 중이다. 파키스탄에서는 육군과 해군의 특수부대(Special Service Groups)는 AUG를 주력 돌격소총으로 사용 중이며, 공항 경비대(Airports Security Force)도 AUG를 사용 중이다.
또한 튀니지 경찰에서도 사용되며, 동티모르 경찰은 AUG를 표준 제식 소총으로 채택하였다. 미국의 총기 규제를 만족하는 반자동 버전이 존재하여; 현지에서 민간용 소총으로 어느 정도 인기를 얻고 있다.
아일랜드 군은 1988년에 슈타이어 AUG를 제식소총으로 채택하였다. 베레타 AR-70/90, 콜트 M16A2, 엔필드 L85A1, FN FNC, HK G41, IMI 갈릴, FAMAS, SIG SG550, 슈타이어 AUG 총 9개의 돌격소총이 후보였다.  2년이 넘는 기간 동안 Army Ordinance Corps에 의해 철저한 기술적 평가가 이루어졌고, 전군의 여러 부대들에 의해 야전 시험이 이루어졌다. 각 소총은 수천 발의 사격을 통해 기술적인 면과 정확성, 신뢰성을 평가받았다. 결국 슈타이어 AUG가 채택되어 1988년부터 아일랜드 군에 인도되기 시작했다. 오늘날 슈타이어 AUG는 아일랜드 현역군, 예비군의 주력 보병 무기이다.
말레이시아 군도 전군 제식 소총으로 AUG를 사용했지만, 연구와 개발 기술 등의 부족으로 인해 기존의 AUG를 미국산 M4 카빈으로 교체할 것이라는 발표가 2006년에 있었다. 새로 채택된 M4 카빈은 2008년부터 보급되고 있으며, SME Ordnance Sdn Bhd에 의해 말레이시아에서의 라이선스 생산도 시작될 예정이다.

## 변형

슈타이어 AUG A2 407 mm

슈타이어 AUG A3

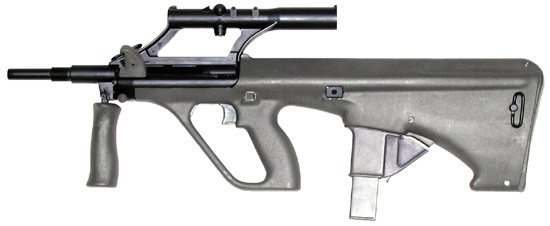
슈타이어 AUG 9 mm

- 슈타이어 AUG A1 - 1977년에 처음 출시된 표준 버전이다. 초기엔 녹색만 있었고, 20인치 총열을 가지고 있다.
- 슈타이어 AUG A3 para - 9mm 파라블럼 탄을 사용하는 기관단총 버전이다.

- 슈타이어 AUG A2 - A2는 A1과 매우 유사하나, 조준기를 제거할 수 있다. 조준기 자리에 MIL-STD-1913 레일이나 다른 장비를 장착할 수 있다.

- 슈타이어 AUG A3 - A2와 유사하나 외부 노리쇠 전진기(external bolt release)와 함께, 리시버 위에 MIL-STD-1913 레일이 기본으로 장착되어 있다.

- 슈타이어 AUG HBAR - 슈타이어 AUG 돌격소총의 총열을 보다 무거운 것(Heavy-Barreled Automatic Rifle)으로 변경하고 양각대를 부착하여 개조한 소총 개조 분대지원화기다. 슈타이어 AUG 돌격소총이 본래 총열을 쉽게 바꿀 수 있다는 점에 착안한 것이나, 큰 성공을 거두지는 못했다.
- F88 오슈타이어(Austeyr) - AUG의 호주/뉴질랜드의 사양이다. F88SA1, F88SA2와 차기 소총인 EF88(F90)이 있으며 카빈형으로 F88C가 있다. 현재 다산기공에서 EF88을 라이센스 생산중이다.

## 사용 국가
- 뉴질랜드 : 군대에서 사용 중이다.
- 룩셈부르크 : 군대에서 사용 중이다.
- 말레이시아 : 군대에서 사용 중이다.
- 미국 : 경찰 특공대에서 사용 중이다.
- 사우디아라비아 : 경찰 특공대에서 사용 중이다.
- 아일랜드 : 군대에서 사용 중이다.
- 영국 : 해병 코만도에서 사용 중이다.
- 오만 : 군대에서 사용 중이다.
- 오스트리아 : 78년 도입 이래 군경에서 아직도 사용 중이다.
- 오스트레일리아 : 슈타이어 AUG F-88 모델을 사용 중이다.
- 인도네시아 : 주로 특수부대인 코파수스가 사용 중이다.
- 튀니지 : 일반 군경에서 사용 중이다.
- 파키스탄 : 특수부대인 SSG가 사용 중이다.
- 필리핀 : 경찰 특공대와 레인져들이 사용 중이다.
- 볼리비아 : 전차병이 쓰고 있으며, 코만도들도 사용 중이다.
- 에콰도르 : HK-33와 함께 AUG도 쓰고 있다. 현재는 일부에서만 사용 중이다.
- 베네수엘라 : GN(GUARDIAN NATIONAL) 국가 방위군에서 이걸 쓰고 있으며, 레인져들도 사용 중이다.
- 파라과이 : 경찰특공대인 GOPES에서 사용 중이다.
- 동티모르 : 2006년 동티모르 쿠데타 당시에 쿠데타군과 쿠데타군을 진압하는 정부군들도 AUG를 사용했었다.

## 대중 문화
- 게임
  - 오퍼레이션7에서 등장한다. 개조 부속품이 꽤 적은 편인게 단점이다.
  - 배틀그라운드, 배틀그라운드 모바일, 배틀그라운드: 뉴스테이트에서 5.56mm탄을 사용하는 돌격소총 AUG로 등장한다. 그리고 AUG로 표기되고, 슈타이어 AUG A3이다
  - 레인보우 식스 시즈에도 등장한다. 독일 GSG 9에 오퍼레이터 IQ와 모로코 GIGR에 오퍼레이터 KAID가 사용하는 총이다.
  - 스페셜솔져에서 등장한다. 인기있는 총기이며, 게임 안에서는 AUG A3로 등록되어 있다.
  - Bullet Force에서 등장한다. 아쉬운 발속과 낮은 데미지가 단점이었지만 현재는 발속과 데미지 상향으로 매우 쓸만해진 총이다.
  - 로블록스의 Phantom Fores(팬텀 포스)라는 슈팅게임에 등장한다. 낮은 랭크에 잠금 해제 되면서도 높은 데미지와 연사력으로 인해 좋은 총으로 평가받는다.
  - 배틀필드 3, 배틀필드 4, 배틀필드: 하드라인에 등장한다 세 게임 모두 AUG A3모델이 나오며 700RPM대의 적당한 연사 속도, 적은 반동으로 중거리에 특화된 모습을 보인다.
  - 콜 오브 듀티에서 AUG가 나오는데 AUG A3모델로 추정된다.
  - 콜 오브 듀티 모바일에서 AUG가 나오는데 AUG 9mm 모델로 추정된다.

## 같이 보기
- 불펍
- FAMAS
- SA80
- 돌격소총